# بيوولف
بيوولف، بيولف أو بياوولف (بالإنجليزية: Beowulf)‏، تنطق (/ˈbeɪəwʊlf/) هي ملحمة شعرية وطنية إنجليزية قديمة تمتاز بأسلوب المعلى. تتكون القصيدة من 3,182 معلى، وهي أحد أهم أعمال الأدب الإنجليزي القديم. تاريخ كتابة القصيدة هو مسألة خلاف بين العلماء. يعود التعارف الوحيد المحدد للمخطوط، والذي تم إنتاجه بين 975 و1025. كان المؤلف شاعراً أنجلو سكسوني مجهول الهوية، أشار إليه العلماء باسم «شاعر بيوولف».
القصيدة مستشهد بها بصورة عامة باعتبارها واحدة من أهم الأعمال في الأدب الأنجلوسكسوني، بيولف كان موضوعاً للدراسة العلمية كثيراً، من الناحية النظرية والفكرية والمقالات.
تم تعيين القصة في الدول الاسكندنافية. في القصيدة، بيوولف هو بطلاً للجيتس، يأتي لمساعدة هروثغار ملك الدينز، وهم قبيلة جرمانية تعرضوا للهجوم لقاعة ميد في هيرويت من قبل وحش يعرف باسم جريندل. بعد أن ذبحه بيوولف، تهاجم والدة جريندل القاعة، ثم يهزمها بيوولف بعد ذلك. ينتصر بيوولف في منصبه إلى جيتس لاند (غوتالاند في السويد الحديثة) ويصبح لاحقاً ملكاً للجيتس. بعد مرور خمسين عاماً، يهزم بيولف تنيناً، لكنه يصاب بجروح قاتلة في المعركة. بعد وفاته، قام الحاضرون بحرق جسده وإقامة برج على رأس في ذاكرته.
نجت القصيدة في نسخة واحدة في المخطوطة المعروفة باسم مخطوطة نويل "Nowel Codex". لم يكن لها عنوان في المخطوطة الأصلية، لكنها أصبحت معروفة باسم قصة البطل. في عام 1731، تعرضت المخطوطة لأضرار بالغة بسبب حريق اجتاح منزل آشبورنهام في لندن وكان يحتوي على مجموعة من المخطوطات من والتي تم تجميعها في السير روبرت بروس كوتون من العصور الوسطى. نجت القصيدة لكن هوامشها كانت متفحمة وفُقدت بعض القراءات. توجد مخطوطة Nowell في المكتبة البريطانية. نُسِخت القصيدة لأول مرة عام 1786؛ تمت ترجمة بعض الأسطر لأول مرة إلى اللغة الإنجليزية الحديثة في عام 1805، وتم إجراء تسع ترجمات كاملة في القرن التاسع عشر، بما في ذلك تلك التي كتبها جون ميتشل كيمبل وويليام موريس. منذ عام 1900، تم عمل المئات من الترجمات، سواء في النثر، أو القافية، أو الأبيات الجمالية. من بين الترجمات الحديثة الأكثر شهرة ترجمات إدوين مورغان، وبورتون رافيل، ومايكل جاي ألكساندر، وروي ليوزا، وشيموس هيني. تم استكشاف صعوبة ترجمة بيوولف من قبل العلماء بما في ذلك جون رونالد تولكين (في مقالته «حول ترجمة بيوولف»)، بعدما عمل على كتابة الترجمة النثرية للقصيدة الخاصة به.

## خلفية تاريخية

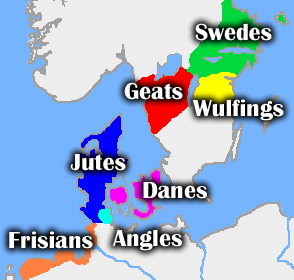
مناطق تمركز القبائل المذكورة في بيوولف في المناطق الوسطى، مع موقع الأنجل في أنغلن.

تدور أحداث القصيدة في الجزء الأكبر من القرن السادس وبعد أن بدأت الجماعات الأنجلوسكسونية بالهجرة إلى إنجلترا، في الوقت الذي كان فيه الأنجلوسكسونيون إما وصلوا حديثاً أو كانوا لا يزالون على اتصال وثيق مع الجرمان في شمال ألمانيا وجنوب اسكندنافيا. ربما تم جلب القصص الموجودة في القصيدة إلى إنجلترا من قِبل أشخاص من قبيلة جيتس. يقترح البعض أن بيوولف كانت مؤلفة لأول مرة في القرن السابع في رندليشام في شرق أنجليا، حيث يُظهر دفن سفينة ساتون هوو صلات وثيقة مع الدول الاسكندنافية، وربما كانت سلالة إيست أنجليان الملكية، ولفينجاس، من نسل عائلة ووفلينج الجيتيين. ربط آخرون هذه القصيدة ببلاط الملك ألفريد العظيم أو ببلاط الملك كنوت العظيم.
تجمع القصيدة بين العناصر الخيالية والأسطورية والتاريخية. على الرغم من أن بيوولف نفسه لم يرد ذكره في أي مخطوطة أنجلو سكسونية أخرى، إلا أن العلماء يتفقون عموماً على أن العديد من الشخصيات الأخرى المشار إليها في بيوولف تظهر أيضًا في المصادر الاسكندنافية. لا يتعلق هذا بالشخصيات الرئيسية فقط (مثل هالفدان وهروثغار وهالخا وHroðulf وEadgils وOhthere)، ولكن أيضًا بالعشائر (مثل Scyldings وScylfings وWulfings) وأحداث معينة (مثل المعركة بين Eadgils وOnela). ذكر غريغوري تورز هجوم غارة الملك Hygelac في فريزيا في كتابه تاريخ الفرنجة ويمكن أن يعود تاريخه إلى حوالي 521.
في الدنمارك، كشفت الحفريات الأثرية الأخيرة في ليجر، حيث مكان التقليد الاسكندنافي في مقر Scyldings، أي Heorot، أنه كانت هناك قاعة مبنية في منتصف القرن السادس، بالضبط فترة بيوولف. تم العثور على ثلاث قاعات، طول كل منها حوالي 50 متر (160 قدم) أثناء الحفر.
يبدو أن وجهة نظر الأغلبية هي أن أشخاصاً مثل الملك هروثغار وسكولدينجز في بيوولف يعتمدون على أشخاص تاريخيين من الدول الاسكندنافية في القرن السادس. مثل قطعة فينيسبورغ والعديد من القصائد الباقية على قيد الحياة، تم استخدام بيوولف كمصدر للمعلومات حول الشخصيات الاسكندنافية مثل إيدجيلس وهيجيلاك، وعن الشخصيات الجرمانية القارية مثل أوفا، ملك الزوايا القارية.

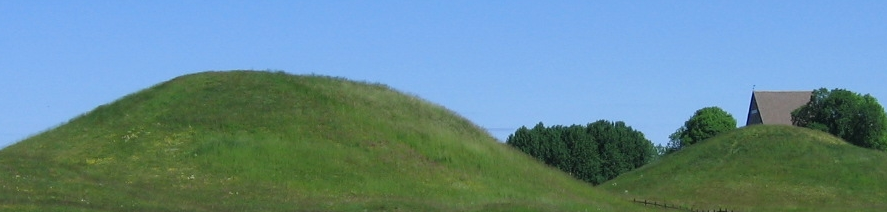
اكتشافات من التل الغربي (التل من جهة يسار)، محفور في عام 1874، دعم بيوولف والملحمة.

قد تؤكد الأدلة الأثرية في القرن التاسع عشر عناصر من قصة بياولف. دفن Eadgils في أوبسالا (جملا أوبسالا، السويد) وفقا لسنوري سترلسون. عندما تم حفر التلة الغربية (إلى اليسار في الصورة) في عام 1874، أظهرت الاكتشافات أن رجلاً قوياً دُفن في تلة كبيرة، عام 575، على جلد دب مع اثنين من الكلاب والعروض القبر الغنية. تم حفر التلة الشرقية في عام 1854، واحتوت على رفات امرأة، أو امرأة وشاب. أما الرابِية في الوسط لم يتم التنقيب فيها.

## القصة
بطل الرواية الرئيسي هو بيوولف (بالإنجليزية: Beowulf)‏، وهو بطل لقبيلة الجيتس (بالإنجليزية: Geats)‏، يساعد الملك هورثغار (بالإنجليزية: Hrothgar)‏، ملك قبيلة الدينز (بالإنجليزية: Danes)‏، والتي تملك قاعة كبيرة، اسمها هيرويت (بالإنجليزية: Heorot)‏. يقوم الوحش جريندل (بالإنجليزية: Grendel)‏ بمهاجمة هيرويت ليلاً والناس نائمون بعد حفلات البلدة، فيقوم بقتل أعداد كبيرة. يأتي بيوولف في نهاية المطاف ويقتل جريندل بيديه العاريتين ووالدة جريندل بسيف (السيف السحري) عملاق وجده في عرينها.
في وقت لاحق من حياته، يصبح بيوولف ملكاً للجيتس، ويجد بلده مرعوباً من تنين. يهاجم التنين بمساعدة عبيده، لكنه لم ينجح في قتله. يقرر بيوولف أن يتبع التنين إلى مخبأه في إيرنانوس، لكن فقط قريبه السويدي الشاب ويجلاف (بالإنجليزية: Wiglaf)‏، والذي يعني اسمه «بقايا الشجاعة»، [ي] يجرؤ على الانضمام إليه. يذبح بيوولف التنين في النهاية، لكنه يُصاب بجروح قاتلة أثناء قتاله معه. يتأثر بحروق أصابته من التنين ويتم بناء تل الدفن بجوار البحر على الشرفة.
تعتبر بيوولف قصيدة ملحمية. الشخصية الرئيسية هي البطل يسافر مسافات طويلة لإثبات قوته في احتمالات مستحيلة ضد الشياطين والوحوش الخارقة للطبيعة. تبدأ القصيدة أيضًا في دقة الوسائط أو ببساطة، «في منتصف الأشياء»، وهي سمة من سمات ملحمة العصور القديمة. على الرغم من أن القصيدة تبدأ بوصول بيوولف، إلا أن هجمات جريندل كانت حدثاً مستمراً. يتم الحديث عن تاريخ مفصل للشخصيات ونسبها، وكذلك عن تفاعلاتها مع بعضها البعض، والديون المستحقة والسداد، وأفعال الشجاعة. يشكل المحاربون نوعاً من الأخوة المرتبطة بالولاء لسيدهم. تبدأ القصيدة وتنتهي بالجنازات: في بداية القصيدة لـ سايلد سيفنغ (26–45) وفي النهاية لـ بيوولف (3140-3170).

### المعركة الأولى: جريندل
يبدأ بياولف بقصة هروثجار، الذي بنى قاعة هورويت الكبرى لنفسه ومحاربيه. في ذلك، هو وزوجته ويلثياو، وكان محاربيه يقضون وقتهم في الغناء والاحتفال فيها. جريندل، وحش يشبه القزم قيل أنه ينحدر من قابيل في التوراة، تؤلمه أصوات الفرح. فيهاجم جريندل القاعة ويقتل ويلتهم الكثير من محاربي هروثجار أثناء نومهم. هروثجار وشعبه، عاجز عن قتل جريندل، فيتم التخلي عن هيرويت.
بيوولف، محارب شاب من غيتلاند، يسمع متاعب هروثجار وبإذن من ملكه يترك وطنه لمساعدة هروثجار.
بيوولف ورجاله يقضون الليل في هيرويت. بيوولف يرفض استخدام أي سلاح لأنه يعتبر نفسه مساوياً لجريندل. عندما يدخل جريندل إلى القاعة، يقفز بيوولف، الذي كان يتظاهر بالنوم، ليشبس (يقيد) يد جريندل. يتقاتل جريندل وبيوولف مع بعضهما البعض بعنف. يهجم مساعدو بيوولف بسيوفهم ويسارعون إلى مساعدته، لكن شفراتهم لا يمكنها اختراق جلد جريندل. أخيراً، يقوم بيوولف بقوته بتمزيق ذراع جريندل من جسده عند الكتف، ويهرع جريندل حينها إلى منزله في المستنقعات حيث يموت. يعرض بيوولف «كامل ذراع جريندل والكتف، بقبضته الرائعة» ليراها الجميع في هيرويت. هذا العرض من شأنه أن يغذي غضب والدة جريندل في الانتقام.

### المعركة الثانية: والدة جريندل
في الليلة التالية، بعد الاحتفال بهزيمة جريندل، ينام هروثجار ورجاله في هيرويت. والدة جريندل، الغاضبة من مقتل ابنها، تستعد للانتقام. «بيوولف كان في مكان آخر. في وقت سابق، بعد منح الكنز، أعطيت قبيلة الجيتس سكن آخر». تُقتل والدة جريندل أشهيرا بعنف وتهرب، يعتبر أشهيرا المقاتل الأكثر ولاءً لهروثغار ويعتبر بمثابة ذراعه الأيمن.
هروثجار، بيوولف، ورجالهم يتعقبون أم جريندل إلى مخبأها تحت بحيرة. أنفيرث، المحارب الذي تحدى بيوولف في وقت سابق، يعرض لبيوول سيفه هرونتنغ. بعد النص على عدد من الشروط لهروثجار في حالة وفاته، يقفز بيوولف إلى البحيرة، وفي الوقت الذي تتعرض فيه وحوش المياه للمضايقة إلى القاع، حيث يجد كهف. تسحبه والدة جريندل، وتشاركه في قتال عنيف.
في البداية، يبدو أن والدة جريندل الفائزة، ويبرهن السيف على أنه غير قادر على إيذاء المرأة؛ كانت ترمي بيوولف على الأرض، وهي جالسة بجانبه، تحاول قتله بسيف قصير، لكن بيوولف يخلصه درعه. يلوح بيوولف بسيف آخر، معلق على الحائط وصنع على ما يبدو للعمالقة، يقطع رأسها به. يكشف بيوولف، وهو مسافر أكثر إلى مخبأ والدة جريندل، جثة جريندل ويفصل رأسه بالسيف الذي يذوب نصله بسبب «الدم الحار». ويبقى فقط يد السيف. بيوولف يسبح مرة أخرى إلى حافة البركة حيث ينتظر رجاله. يحمل يد السيف ورأس جريندل، ويعرضهما على هروثجار لدى عودته إلى هيرويت. يعطي هروثجار بيوولف العديد من الهدايا، بما في ذلك السيف نوغلينغ، وميراث عائلته. تسبب الأحداث في تأمل طويل من قبل الملك، يشار إليه أحيانًا باسم «عظة هروثجار»، والتي يحث فيها بيوولف على أن يكون حذرًا من الكبرياء والثين.

### المعركة الثالثة: التنين

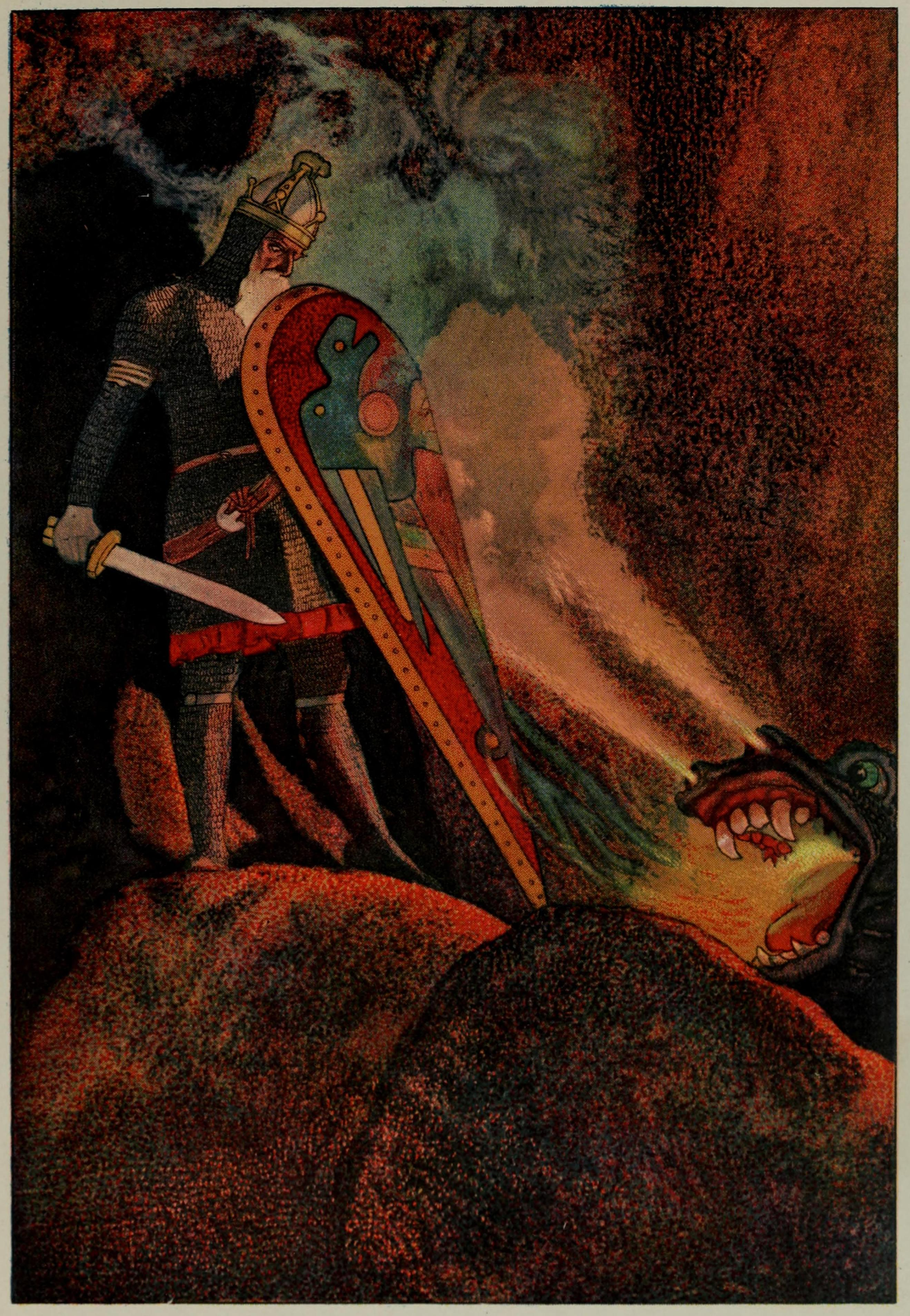
بيوولف وجهاً لوجه مع التنين.

يعود بيوولف إلى المنزل ويصبح في النهاية ملكاً لشعبه. في أحد الأيام، بعد خمسين عاماً من معركة بيوولف مع والدة جريندل، يسرق العبد فنجاناً ذهبياً من مخبأ تنين في Earnanæs. عندما يرى التنين أن الكأس قد سُرق، فإنه يترك كهفه في حالة غضب، ويحرق كل شيء في الأفق. يأتي بيوولف ومحاربيه لمحاربة التنين، لكن بيوولف يخبر رجاله أنه سيحارب التنين وحده وعليهم الانتظار على التل. ينزل بيوولف لخوض المعركة مع التنين، لكن يجد نفسه مهزومًا. رجاله، عند رؤية هذا والخوف على حياتهم، تراجعوا إلى الغابة. ومع ذلك، في محنة شديدة لبيوولف، يأتي ويغلاف لمساعدته. ذبح الاثنان التنين، لكن بيوولف أُصيب بجروح قاتلة. بقي ويغلاف مصابًا بالحزن بعد وفاة بيوولف. عندما يعود بقية الرجال أخيرًا، يقوم ويغلاف بإعجابهم بمرارة، وألقى باللوم على جبنهم في وفاة بيوولف. بعد ذلك، يتم دفن بيوولف وسط طقوسًا بعد حرقه على تل كبير في جيتلاتد بينما يبكي شعبه ويحيون عليه، خشية أن يكون الجيتس بدونه ضد هجمات من القبائل المحيطة. بعد ذلك، تم بناء تل مرئي من البحر، في ذاكرته (في خطوط بيوولف 2712-3182).

## التاريخ
اجتذب موضوع تأريخ ملحمة بيوولف اهتمامًا علميًا كبيرًا واختلفت الآراء حول ما إذا كانت قد كتبت لأول مرة في القرن الثامن أو ما إذا كانت قد كُتِبَت القصيدة مع وقت إيجاد المخطوطة في القرن الحادي عشر أو وما إذا كانت النسخة الأصلية من القصيدة قد كانت شفويًا بين الناس والشعوب قبل نسخها في شكلها الحالي. يشعر ألبرت لورد بقوة أن المخطوطة تمثل نسخًا لأحد العروض الموسيقية. يعتقد جون رونالد تولكين أن القصيدة لديها ذكريات حقيقية مع الوثنية الأنجلوساكسونية؛ إذ تم تأليفها لأكثر من بضعة أجيال بعد الانتهاء من تحويل إنجلترا إلى المسيحية، وذلك حوالي عام 700، بينما حجة تولكين بأن القصيدة تعود إلى القرن الثامن قد دافع عنها العديد من العلماء، من بينهم توم شيبي، وليونارد نيدورف، ورافائيل جيه باسكوال، وروبرت دي فولك. بعدما تم تحليل العديد من القصائد الإنجليزية القديمة من قبل فريق علماء ضم الكاتب نيدروف، تم تلخيص إلى أن بيوولف هي من كتابة من شخص واحد.
يعتمد ادعاء القصيدة بتاريخ أوائل القرن الحادي عشر جزئيًا على العلماء الذين يجادلون بأنه بدلاً من نسخ حكاية شفوية قد قيلت من قبل راهب متعلم سابقًا، كانت القصيدة في الحقيقة قد عكست تفسيرًا أصليًا لنسخة سابقة من القصة بواسطة اثنين من كتبة المخطوطة، من ناحية أخرى، يجادل بعض العلماء بأن الاعتبارات اللغوية، والباليوغرافية، والوزنية، والتسمية تتوافق مع تاريخ التأليف في النصف الأول من القرن الثامن؛ وعلى وجه الخصوص ملاحظة التمايز في طول حرف العلة الاشتقاقي الظاهرة في القصيدة توضح أن تاريخ تكوين القصيدة قبل بداية القرن التاسع. يختلف العلماء حول ما إذا كانت الظواهر التي وصفها قانون كلوزا تثبت تاريخًا مبكرًا لإنشاء القصيدة.
من تحليل علم الأنساب وشجر العائلات، يقترح كريج آر ديفيس تأريخًا للإنشاء في تسعينيات القرن التاسع الميلادي، عندما قام الملك ألفريد ملك إنجلترا بتأمين خضوع غوثروم له، وهم قائد فرقة من الجيش الوثني العظيم للدانيون وأثيلريد حاكم المرسيان، أثر اتجاه الاستيلاء في هذه الأطروحة على السلالة الملكية القوطية، الذي نشأ في مملكة الفرنجة في عهد شارلمان، على الممالك الإنجليزية في بريطانيا وذلك لينسبوا لأنفسهم أصولاً من قبيلة الجيتس، فكان تكوين ملحمة بيوولف ثمرة سياسة الملك ألفريد لتأكيد السلطة على الإنجليز. يتزامن تاريخ التكوين هذا إلى حد كبير مع عام 900.

## المخطوطة

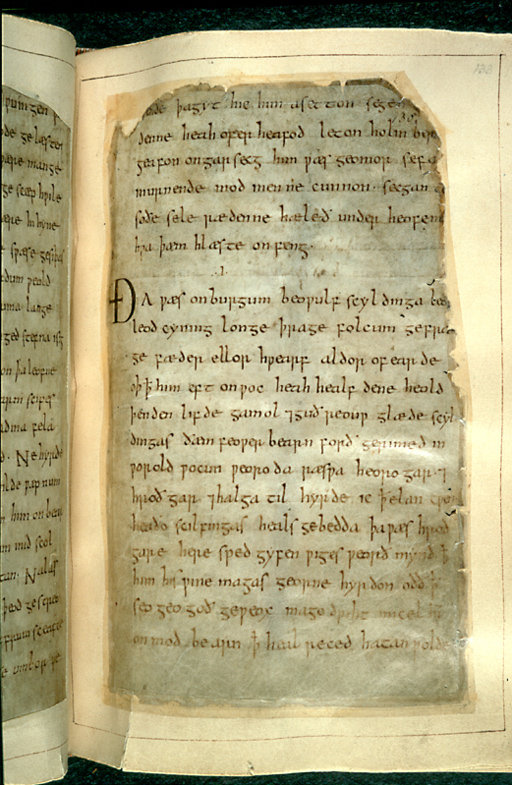
الصفحة المعادة، المكتبة البريطانية، Cotton Vitellius A.XV

نجت بيوولف حتى العصر الحديث في مخطوطة رقِّية واحدة مؤرخة على أسس قديمة تعود إلى أواخر القرن العاشر أو أوائل القرن الحادي عشر. يبلغ حجم المخطوطة 245 × 185 مم.

### الأصل
تُعرف القصيدة فقط من مخطوطة واحدة، يُقدر أنها تعود إلى حوالي 975-1025، ظهرت مع أعمال أخرى، وبالتالي، فإن المخطوطة تعود إما إلى عهد إثيلريد أونريدي، الذي تميز بالصراع مع الملك الدنماركي سوين فوركبيرد، أو إلى بداية عهد ابن سوين العظيم من عام 1016. تُعرف مخطوطة بيوولف باسم مخطوطة Nowell، واكتسبت اسمها من الباحث في القرن السادس عشر لورانس نويل. التسمية الرسمية لها هي "British Library, Cotton Vitellius A.XV" لأنها كانت واحدة من مقتنيات مكتبة السير روبرت بروس كوتون في منتصف القرن السابع عشر. استخدم العديد من علماء الآثار وجامعي الكتب، طُرق السير روبرت كوتون في أنظمة تصنيف المكتبات الخاصة بهم. يُترجم "Cotton Vitellius A.XV" على النحو التالي: الكتاب الخامس عشر من اليسار على الرف A (الرف العلوي) من خزانة الكتب مع تمثال نصفي للإمبراطور الروماني فيتليوس يقف فوقه، في مجموعة كوتون. يجادل كيفن كيرنان بأن نويل حصل عليها على الأرجح من خلال ويليام سيسيل، بارون بورغلي الأول، في عام 1563، عندما دخل نويل منزل سيسيل كمدرس لإدوارد دي فير، ابن الملك وليام.
تم إجراء أول مرجع موجود لأول ترقيم الأوراق من مخطوطة نويل في وقت ما بين 1628 و1650 بواسطة فرانسيسكوس جونيوس (الأصغر)، غتظل ملكية المخطوطات من قبل نويل لغزًا.
قام القس توماس سميث (1638-1710) وهامفري وانلي (1672-1726) بفهرسة مكتبة كوتون (التي عُقدت فيها مخطوطة نويل). ظهر كتالوج سميث عام 1696، وكتالوج وانلي عام 1705. تم تحديد مخطوطة بيوولف نفسها بالاسم لأول مرة في تبادل للرسائل في عام 1700 بين مساعد وانلي جورج هيكس ووانلي. في الرسالة الموجهة إلى وانلي، يرد هيكس على تهمة واضحة ضد سميث، قدمها وانلي، مفادها أن سميث فشل في ذكر نص بيوولف عند فهرسة Cotton MS. Vitellius A. XV. رد هيكس على وانلي قائلاً: «لا يمكنني العثور على شيء حتى الآن من بيوولف». افترض كيرنان أن سميث فشل في ذكر مخطوطة بيوولف بسبب اعتماده على الفهارس السابقة أو لأنه لم يكن لديه أي فكرة عن كيفية وصفها أو لأنها كانت خارج المخطوطة مؤقتًا.
تعرضت لأضرار في حريق مكتبة القطن في أشبرنهام هاوس في عام 1731. منذ ذلك الحين، انهارت أجزاء من المخطوطة مع العديد من الرسائل. على الرغم من إنقاذ المخطوطة، إلا أنه الحريق غطى مع ذلك رسائل أخرى مع القصيدة، مما تسبب في مزيد من الخسارة. استخدم كيرنان، في إعداد نسخته الإلكترونية من المخطوطة، الإضاءة الخلفية بالألياف الضوئية والإضاءة فوق البنفسجية للكشف عن الحروف في المخطوطة المفقودة من التجليد أو المحو أو تنشيف الحبر.

### الكتابة
تم نسخ مخطوطة بيوولف من نسخة أصلية بواسطة اثنين من الكتبة، أحدهما كتب النثر في بداية المخطوطة وأول سطور عام 1939. أشار الناسخ الأول إلى ضرورة تنظيم تهجئة المستند الأصلي بعناية باستخدام اللغة السكسونية الغربية الشائعة وتجنب أي ميزات قديمة أو جدلية. يبدو أن الكاتب الثاني، الذي كتب الباقي، وظهر ذلك من اختلاف ملحوظ في الكتابة اليدوية بعد السطر 1939، قد كتب بقوة أكبر وباهتمام أقل. ونتيجة لذلك، يحتفظ نص الكاتب الثاني بميزات جدلية قديمة، مما يسمح للعلماء المعاصرين بنسب القصيدة إلى سياق ثقافي. بينما يبدو أن كلا الناسخين قد قاما بمراجعة عملهما، إلا أن هناك العديد من الأخطاء. كان الناسخ الثاني في نهاية المطاف هو الناسخ الأكثر تحفظًا لأنه لم يعدل تهجئة النص كما كتب ولكنه نسخ ما رآه أمامه. بالترتيب الحالي التي تم ربط القصيدة به في المكتبة، تتبع مخطوطة بيوولف القصيدة الإنجليزية القديمة جوديث. كُتِبَت جوديث من قبل الكاتب نفسه الذي أكمل بيوولف كما يتضح من أسلوب الكتابة المماثل. تشير الثقوب الدودية الموجودة في الأوراق الأخيرة من مخطوطة بيوولف التي لم تكن موجودة في مخطوطة جوديث إلى أنه في وقت ما أنهى بيوولف قبل جوديث. يشير المظهر الممشط لبعض الأوراق إلى أن المخطوطة وقفت على رف غير مقيد، كما كان الحال مع المخطوطات الإنجليزية القديمة الأخرى. من خلال تحديد كلمات معينة خاصة باللهجة المحلية الموجودة في النص ومعرفة الكتب الموجودة في المكتبة في Malmesbury Abbey والمتاحة كمصادر يتضح أنه قد يكون نسخ القصيدة قد حدث هناك.

### الجدل حول الأدب الشفوي

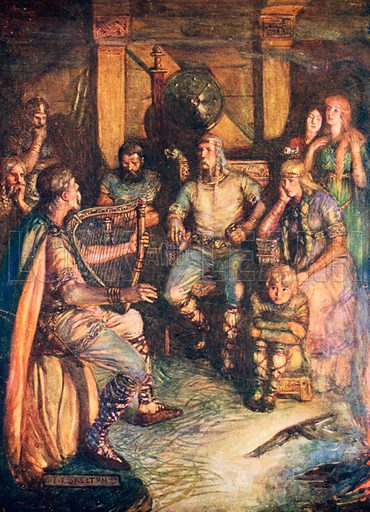
تم تأليف "بيوولف" للأداء الغنائي، لكن ناقش العلماء ما إذا كان قد تم نقلها شفهيًا في البداية. رسم جوزيف سكيلتون، 1910.

كانت مسألة ما إذا كان بيوولف قد تم نشرها من خلال التقاليد بشكل شفوي قبل شكل المخطوطة الحالي موضوع الكثير من الجدل، وتضمن أكثر من موضوع مجرد مسألة تكوينها. بدلاً من ذلك، نظرًا للآثار المترتبة على نظرية التركيب الشفهي والتقاليد الشفوية، فإن السؤال يكمن بكيفية فهم القصيدة، وما هي أنواع التفسيرات المشروعة لها.
كان النقاش العلمي حول بيوولف في سياق التقليد الشفوي نشطًا للغاية خلال الستينيات والسبعينيات. قد يتم تأطير النقاش بشكل صارخ على النحو التالي: من ناحية، يمكننا أن نفترض بأنها قصيدة قد تم تجميعها من حكايات مختلفة تتعلق ببطل، (حلقة غريندل، وقصة والدة غريندل، وقصة Fire Drake) كان من الممكن سرد هذه الأجزاء لسنوات عديدة في التقاليد الشعبية، وتعلمها من خلال التدريب المهني من جيل من الشعراء الأميين إلى الجيل التالي. القصيدة مؤلفة شفهياً وإرتجالياً، وأرشيف التقاليد التي ترسم عليها هو شفهي وثني وجرماني وبطولي وقبلي. من ناحية أخرى، يمكن للمرء أن يطرح قصيدة مؤلفة من كاتب متعلم، اكتسب معرفة القراءة والكتابة عن طريق تعلم اللغة اللاتينية (واستيعاب الثقافة اللاتينية وطرق التفكير)، وربما كان راهبًا وبالتالي مسيحيًا بشكل عميق. من وجهة النظر هذه، ستكون المراجع الوثنية نوعًا من الهجاء. ترى وجهة نظر ثالثة ميزة في كل من الحجج ومحاولة الربط بينهم، وبالتالي لا يمكن التعبير عنها بشكل صارخ قدر الإمكان؛ في القصيدة أكثر من موضع للمسيحية وأكثر من موقف تجاه الوثنية؛ يرى القصيدة على أنها نتاج مبدئي لمؤلف مسيحي متعلم له أفكار في العالم الوثني وأخرى في المسيحية، وربما هو نفسه قد تحول (أو كان أسلافه وثنيين)، وكان شاعراً ملماً بالكلام الشفهي والأدبي وكان قادراً على «إعادة صياغة» الشعر من التراث الشفهي ببراعة.
اقترح الباحث كراون أن القصيدة تم نقلها من القارئ إلى القارئ، وهي نظرية التركيب الشفهي، والتي تنص على أن القصائد الملحمية (على الأقل إلى حد ما) مرتجلة من قبل من كان يتلوها، ولم يتم تدوينها إلا في وقت لاحق. في كتاب ألبرت لورد مغني الحكايات، استشهد به عن أعمال فرانسيس ماجون وآخرين، ينص على أن «التوثيق كامل وشامل ودقيق، هذا التحليل الشامل في حد ذاته كافٍ لإثبات أن بيوولف فد تم تأليفها شفهيًا.»
لقد قوبل فحص بيوولف والأدب الإنجليزي القديم الآخر بحثًا عن دليل تكوين الصيغة الشفوية. توجد «مواضيع» (وحدات فرعية سردية موروثة لتمثيل فئات مألوفة من الأحداث، مثل «تسليح البطل»، أو موضوع «البطل على الشاطئ») عبر الأنجلو سكسونية وغيرها من الأعمال الجرمانية، خلص بعض العلماء إلى أن الشعر الأنجلو ساكسوني هو مزيج من الأنماط الشفوية والمتعلمة، بحجة أن القصائد كانت مؤلفة على أساس كلمة بكلمة وتتبع صيغًا وأنماطًا أكبر.
جادل لاري بنسون بأن تفسير بيوولف على أنه عمل شفوي بالكامل يقلل من قدرة القارئ على تحليل القصيدة بطريقة موحدة، بدلاً من ذلك، اقترح أن تحتوي القطع الأخرى من الأدب الجرماني على «نواة من التقاليد» اقترضت منها بيوولف وتوسعت عليها، بعد بضع سنوات، جادلت آن واتس ضد التطبيق لنظرية واحدة على تقاليد مختلفة: الشعر التقليدي، والشعر الهوميري، والصيغة الشفوية، والشعر الأنجلو ساكسوني. اتفق توماس جاردنر مع واتس، بحجة أن نص بيوولف ذو طبيعة متنوعة للغاية بحيث لا يمكن تكوينه بالكامل من الصيغ والموضوعات المحددة.
كتب جون مايلز فولي عن نقاش بيوولف أنه بينما كان العمل المقارن ضروريًا وصحيحًا، يجب إجراؤه مع مراعاة خصوصيات تقليد معين؛ جادل فولي بهدف تطوير النظرية التقليدية الشفهية التي لا تفترض أو تعتمد على افتراضات غير قابلة للتحقق حول التكوين، وبدلاً من ذلك تحدد سلسلة متصلة أكثر مرونة من التقليدية والنص.